# 선부역
선부(한도병원)역(Seondo(Hando Hospital)Station, 仙府驛)은 경기도 안산시 단원구 선부동 선부광장에 위치한 수도권 전철 서해선의 전철역이다.

## 연혁
- 2013년 10월 21일: 사업용 철도노선 고시 및 선부역으로 역명 결정[1]
- 2018년 4월 6일: 철도거리표 고시[2]
- 2018년 6월 16일: 수도권 전철 서해선 개통과 함께 영업 개시[3]

## 역 구조
출구 5개가 모두 선부광장 내에 있다. 대합실은 지하 1층, 승강장은 지하 2층에 있다. 반대편 승강장으로 횡단이 불가하다.

### 승강장
2면 2선의 상대식 승강장을 갖추고 있다. 승강장에는 스크린도어가 설치되어 있다.
| ↑ 달미 |
| \| 하  |
| 초지 ↓ |

| 1 | ● 수도권 전철 서해선 | 소사 · 김포공항 · 대곡 · 일산 방면 |
| 2 | ● 수도권 전철 서해선 | 원시 방면                          |

## 역 주변
- 안산시근로자종합복지관
- 홈플러스 안산선부점
- 선부초등학교
- 안산세무서
- 선일중학교
- 선부1동행정복지센터
- 선부119안전센터
- 원일초등학교
- 원곡중학교
- 백운동행정복지센터
- 화랑초등학교
- 안산강서고등학교
- 원일중학교
- 선부파출소
- 한도병원

## 사진

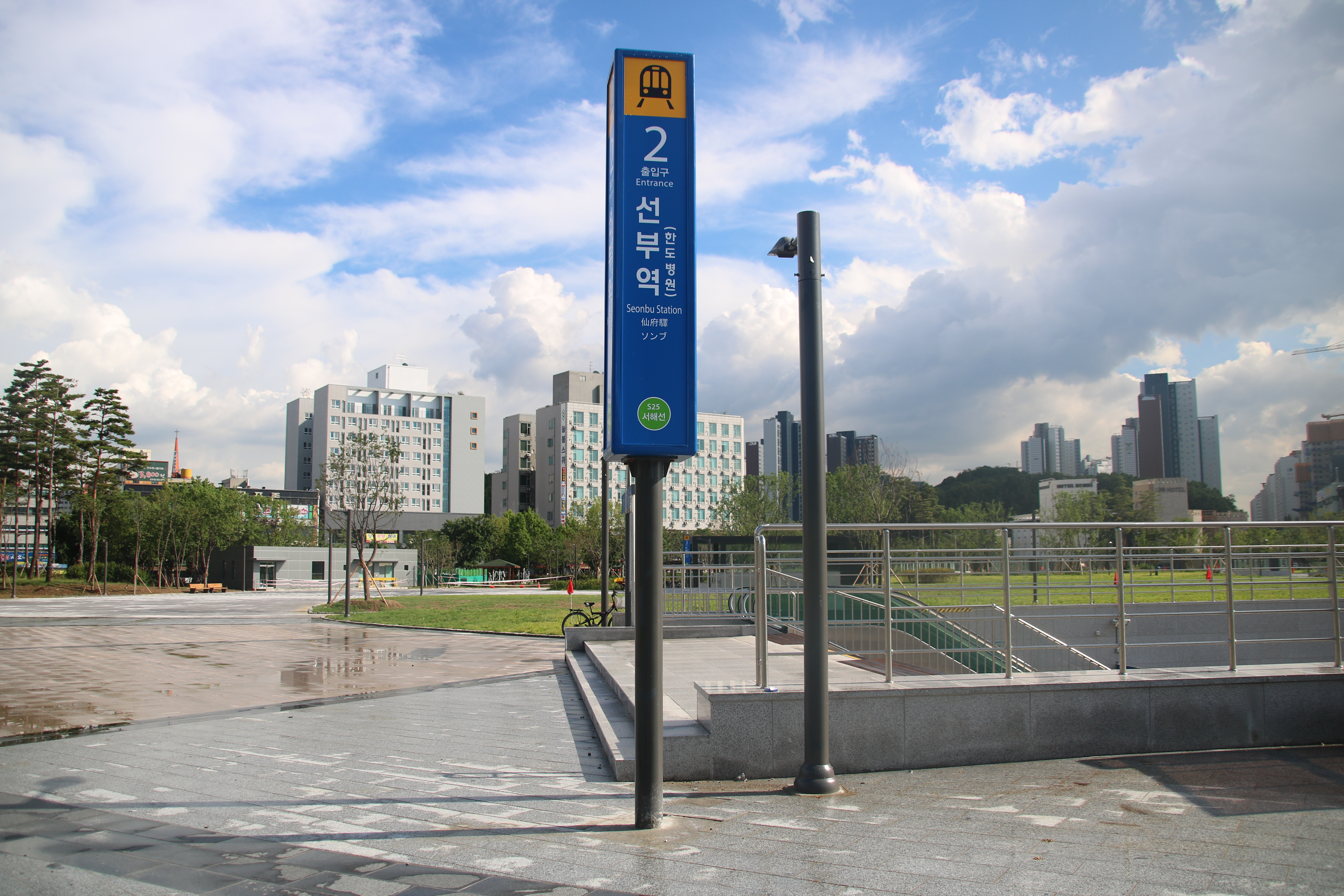
2번 출입구
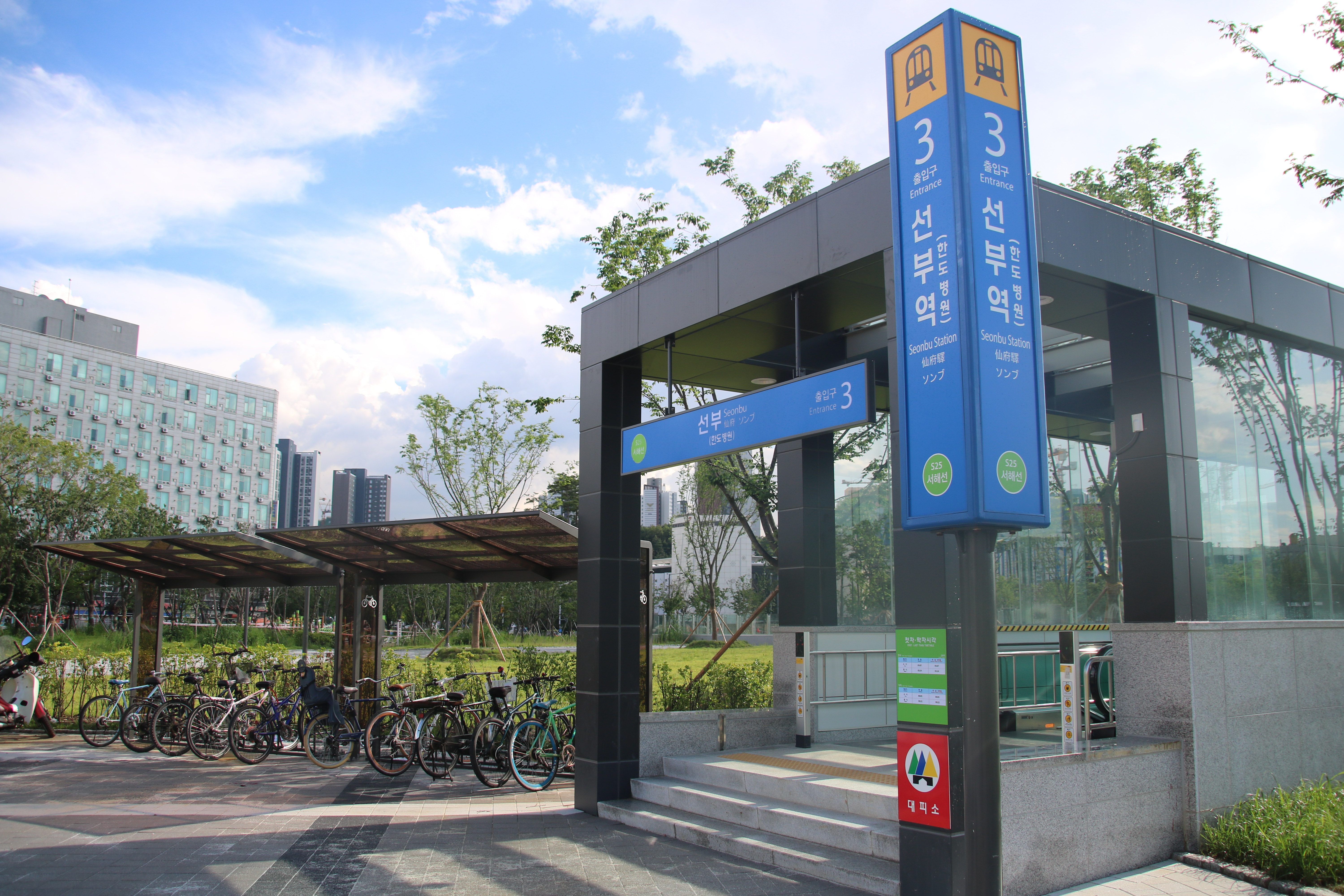
3번 출입구
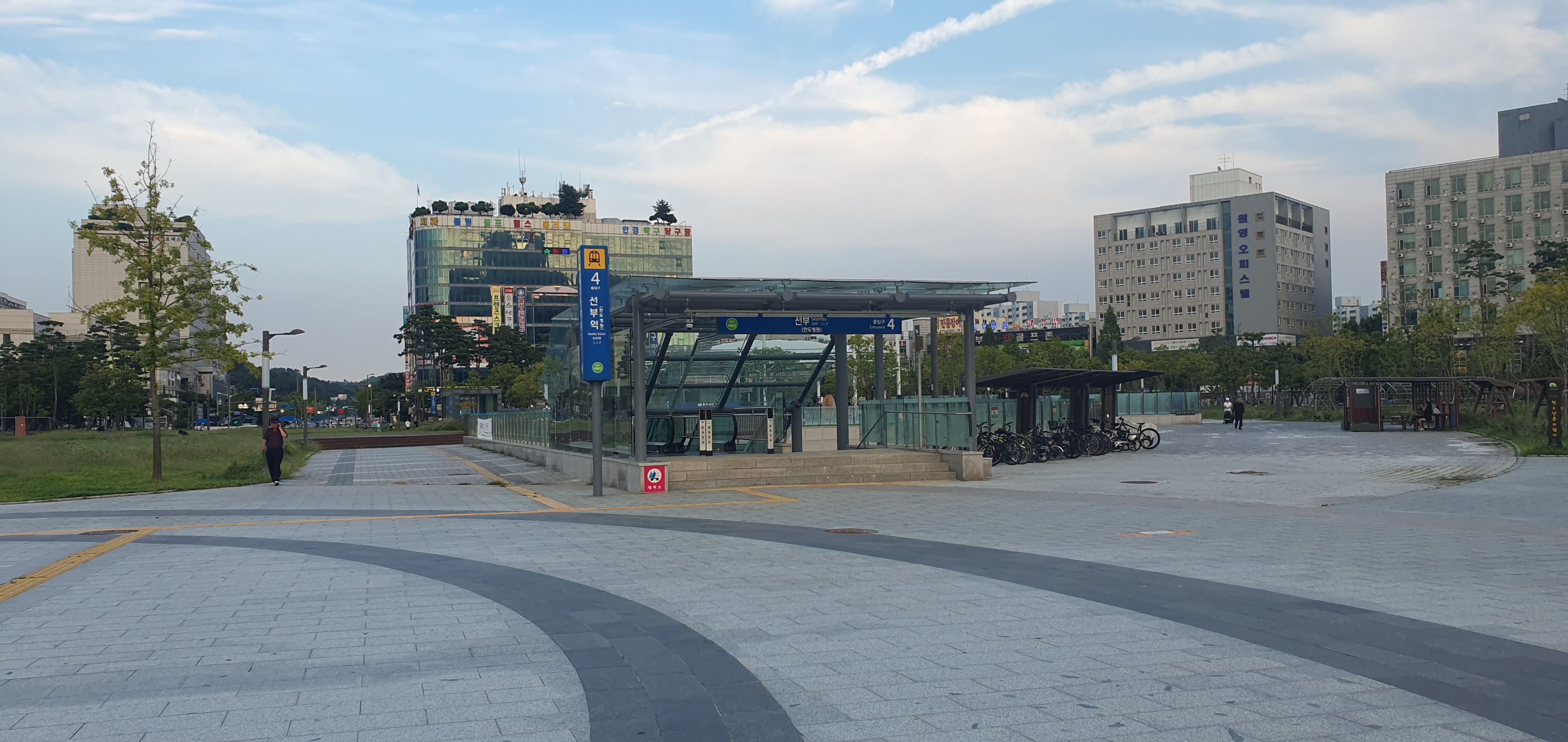
4번 출입구
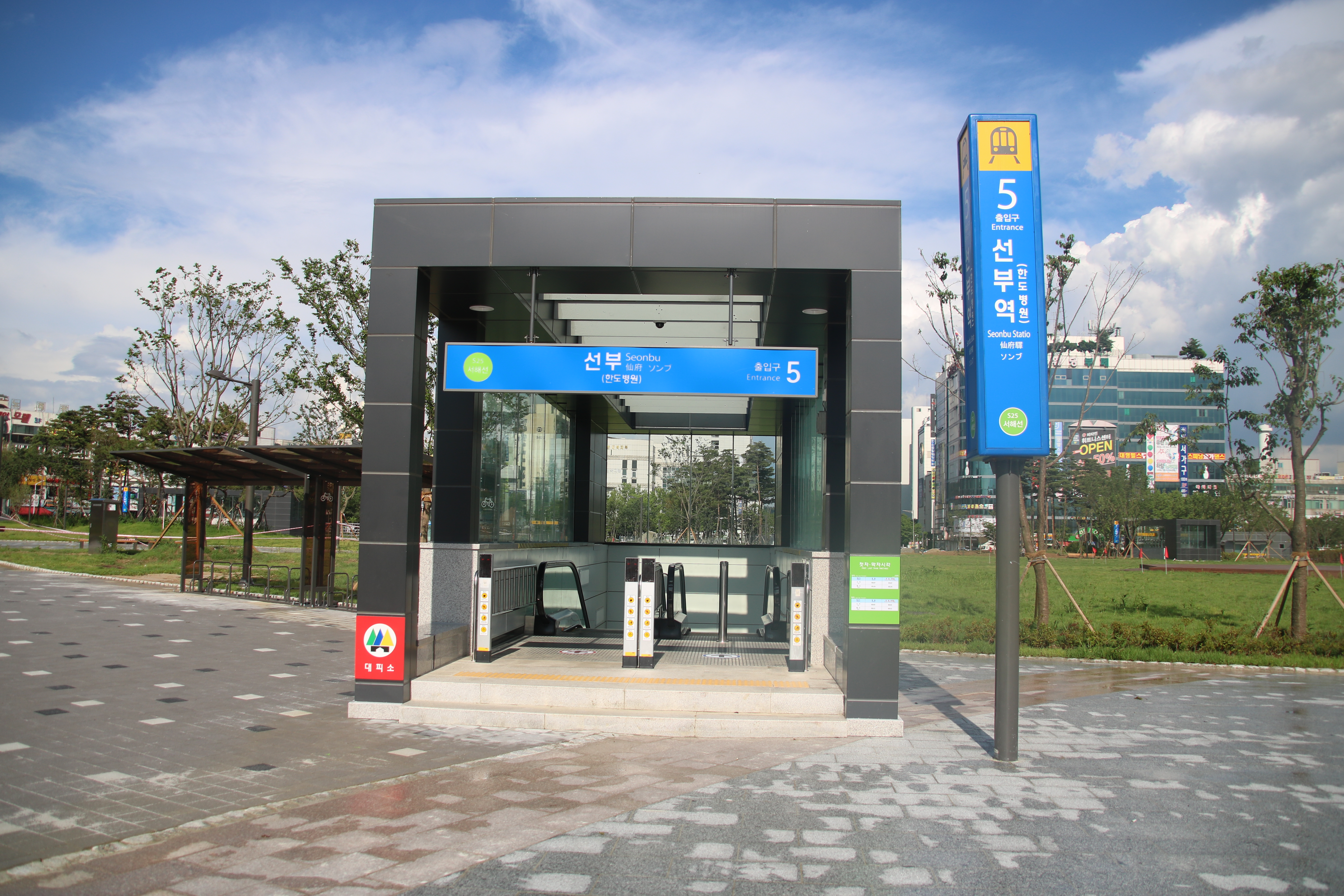
5번 출입구
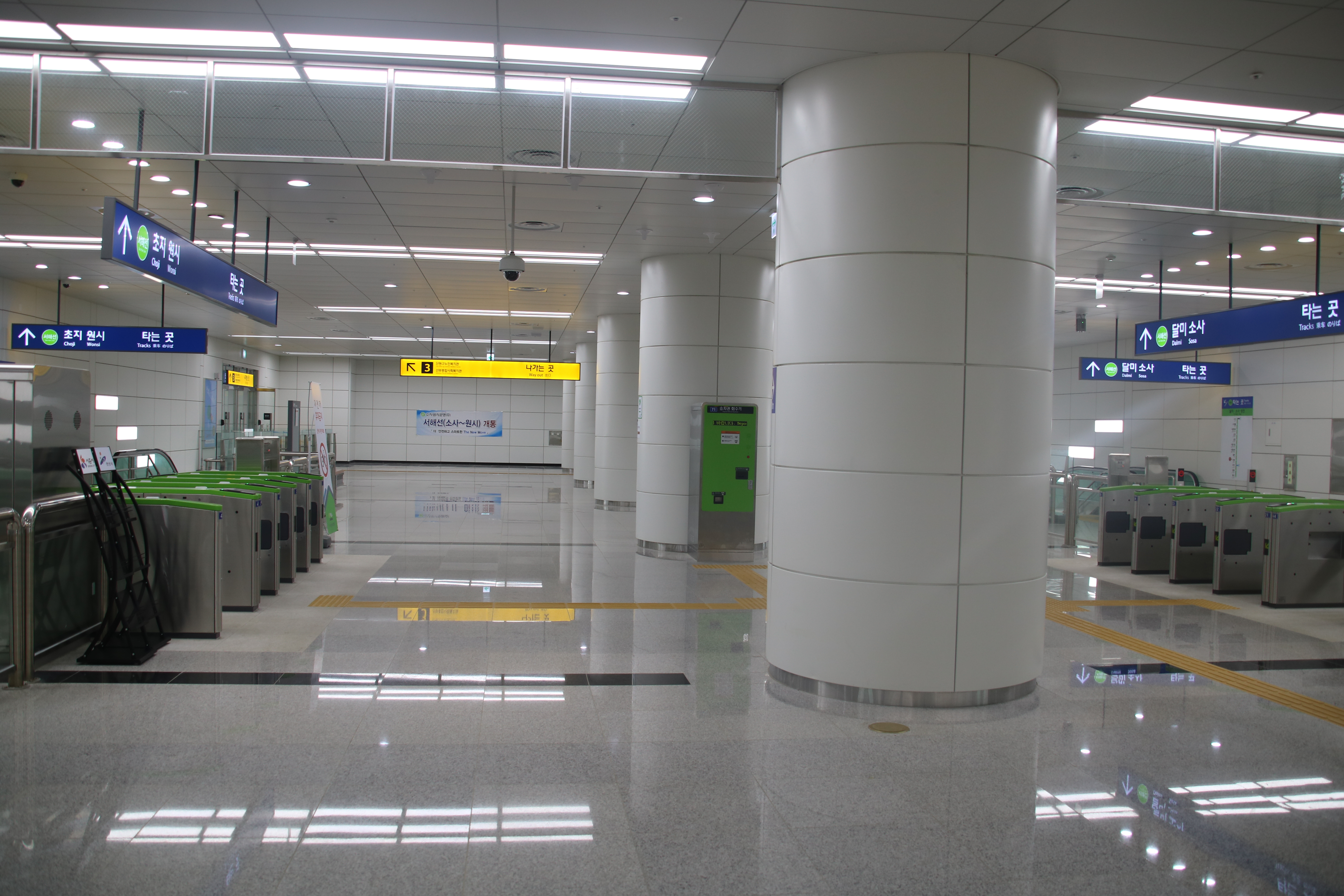
개찰구
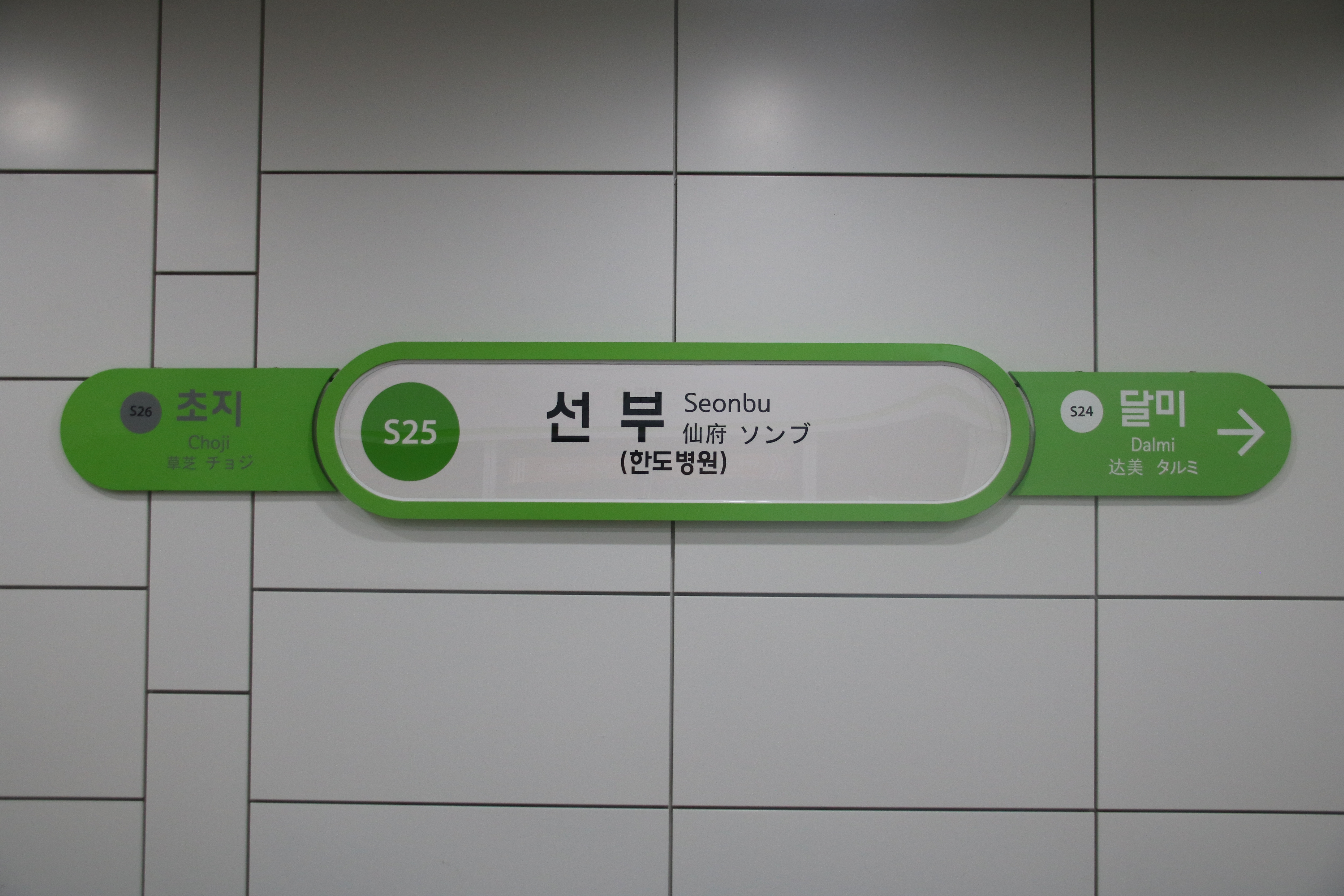
역명판
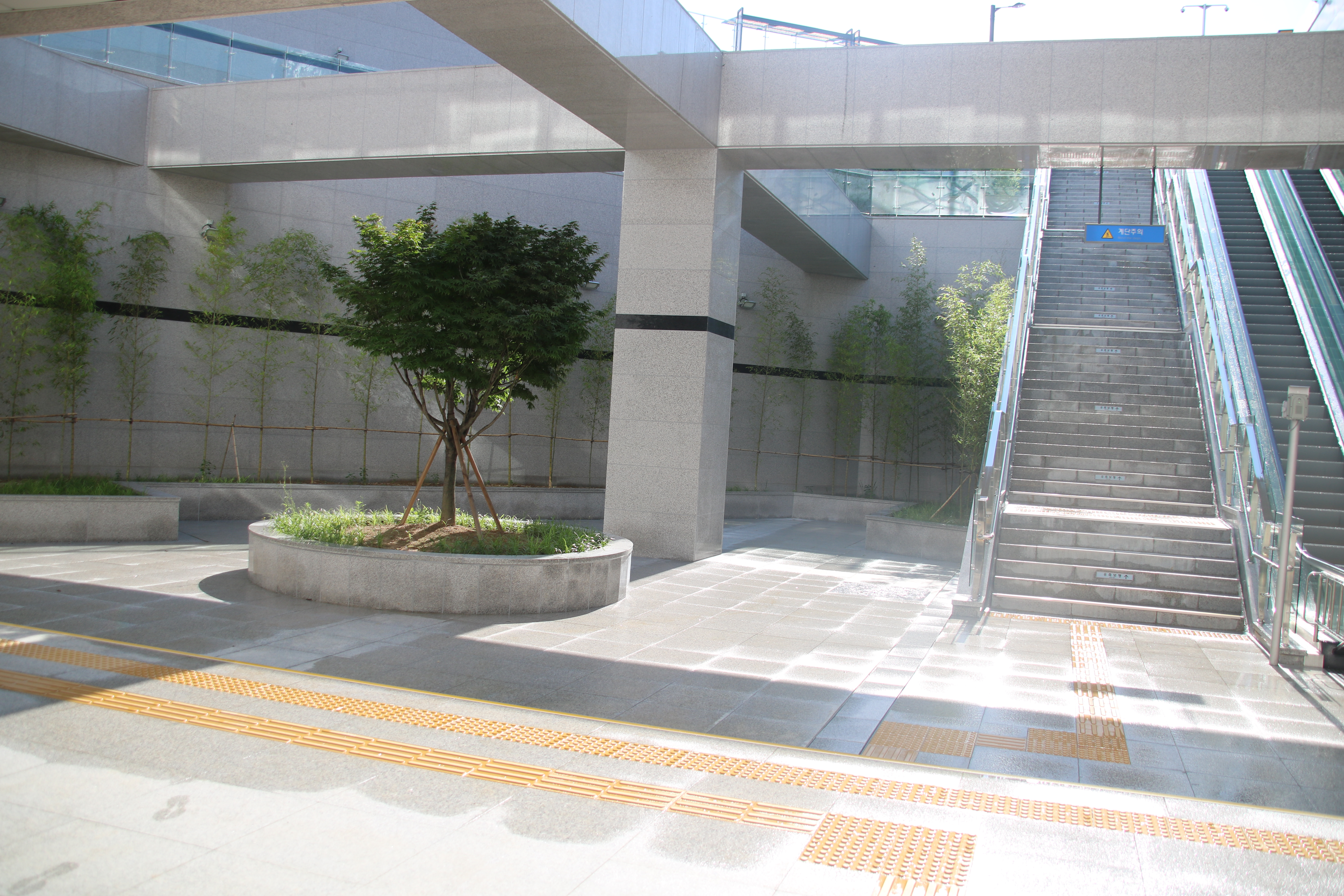
선큰 가든
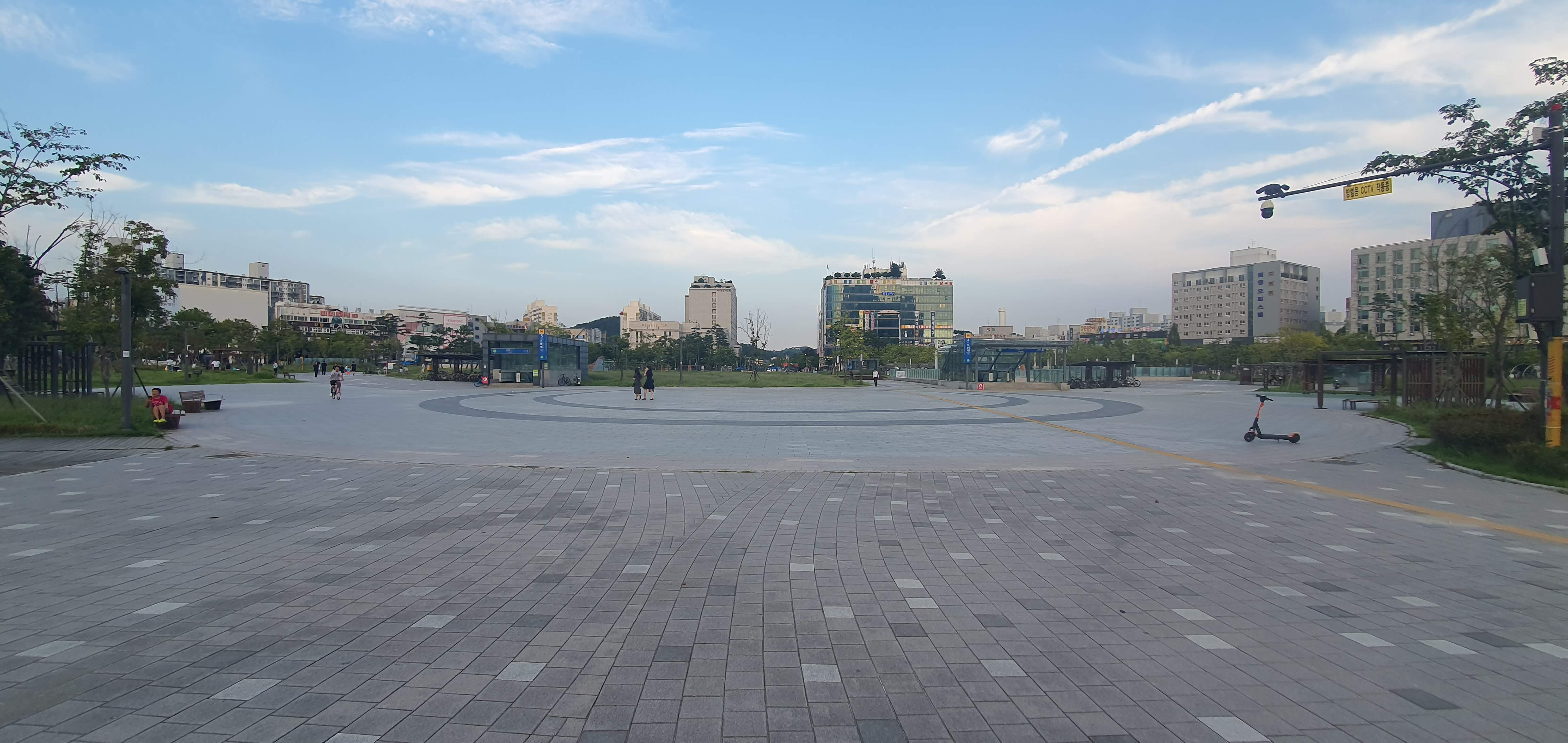
선부역 위 광장
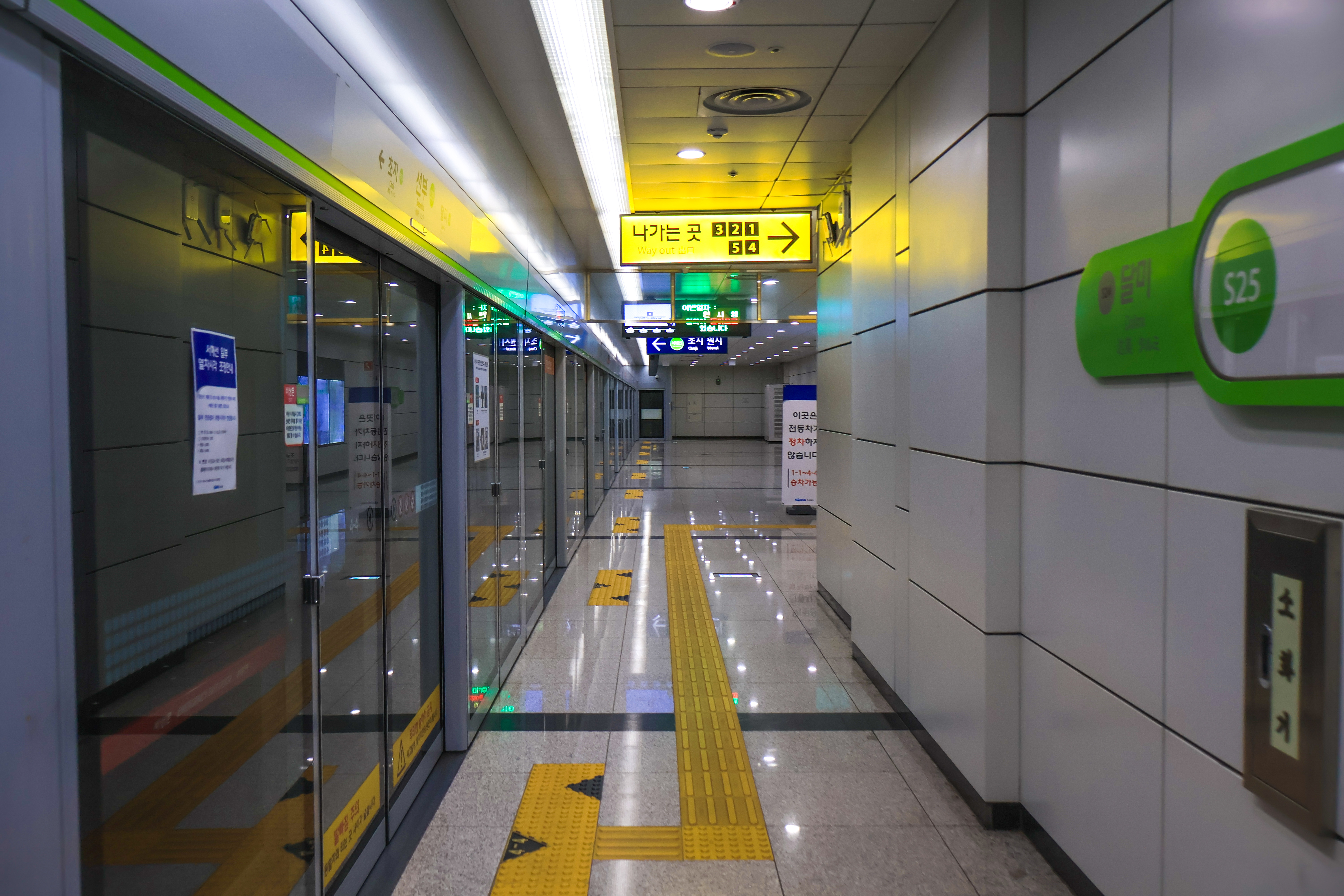
승강장
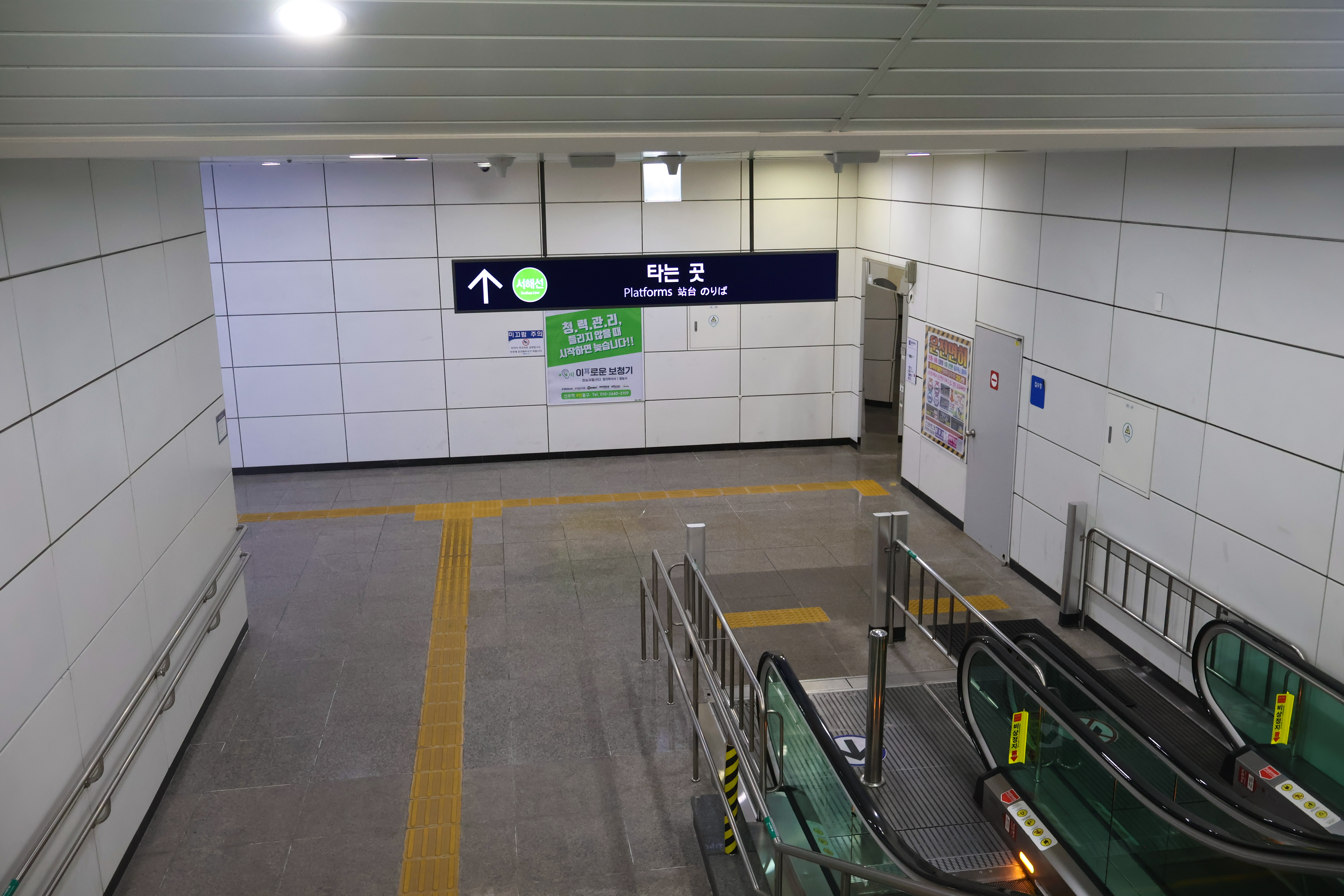
출구

## 이용객 변동
| 노선   | 일평균 인원수 (명/일) | 일평균 인원수 (명/일) | 일평균 인원수 (명/일) | 일평균 인원수 (명/일) | 일평균 인원수 (명/일) | 각주  |
| 노선   | 2018년                | 2019년                | 2020년                | 2021년                | 2022년                | 각주  |
| ------ | --------------------- | --------------------- | --------------------- | --------------------- | --------------------- | ----- |
| 서해선 | 5,124                 | 6,326                 | 5,552                 | 3,046                 | 3,486                 | [ 4 ] |

## 인접한 역
| 수도권 전철 서해선 | 수도권 전철 서해선   | 수도권 전철 서해선 |
| ------------------ | -------------------- | ------------------ |
| S24 달미 일산 방면 | ● 수도권 전철 서해선 | S26 초지 원시 방면 |